# 카이네우스

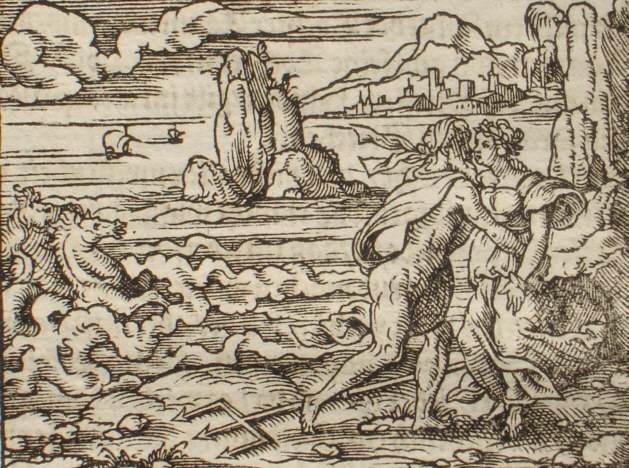
포세이돈과 카이니스.

카이네우스(고대 그리스어: Καινεύς)는 그리스 신화에 등장하는 테살리아 출신의 라피타이 영웅이다. 아트락스의 딸 카이니스로 태어났으나 남자로 성전환했다는 이야기가 오비디우스의 《변신 이야기》에 전해온다.
포세이돈에게 강제로 범해진 뒤 포세이돈에게 다시는 강간당하는 일이 없도록 자신을 남자로 만들어 달라는 소원을 빌어 남자가 되었다. 또한 포세이돈은 카이니스를 무기에 상처를 입지 않는 몸으로 만들어 주었다. 그 뒤 카이니스는 카이네우스로 개명하고 전사가 되었으며, 칼리돈의 멧돼지 사냥이나 아르고 호 원정에도 참여했다.
켄타우로마키아 때 그 역시 켄타우로스들과 싸우다가 한 켄타우로스가 집어던진 나무에 깔려 그대로 땅속에 처박혀서 저승까지 떨어져 죽었다고 한다. 죽고 나선 여자로 돌아간 모양인지 아이네이아스가 저승을 방문했을 때 “원래 모습으로 돌아간 카이네우스”라고 언급된다.